# Ganshoren
Ganshoren is een plaats en gemeente in het noordwesten van het Brussels Hoofdstedelijk Gewest. De gemeente telt ruim 25.000 inwoners. Tot 1954 behoorde de gemeente tot het Nederlandstalig gedeelte van de toenmalige provincie Brabant.
Tot de gemeente behoren enerzijds de drukke Keizer-Karellaan en een deel van de omgeving van de basiliek van Koekelberg, maar anderzijds ook rustigere woonwijken en het groendomein van Kasteel de Rivieren.
In het noorden en oosten grenst Ganshoren aan Jette, in het zuiden aan Koekelberg en Sint-Agatha-Berchem. Ten westen van de gemeente ligt het Vlaamse Zellik, een deelgemeente van Asse.

## Geschiedenis
Op de Ferrariskaart uit de jaren 1770 staat de plaats weergegeven als het landelijk gehucht Ganshoren, ten zuidwesten van het dorp Jette. Op het eind van het ancien régime werd Jette-Ganshoren een gemeente, bestaande uit het dorp Jette en het gehucht Ganshoren.
In 1835 werd Ganshoren een zelfstandige parochie. Op bestuurlijk gebied kreeg het in 1841 zijn zelfstandigheid, toen Jette-Ganshoren werd opgesplitst in de aparte gemeenten Jette en Ganshoren.
Na de talentelling van 1947 verliet de gemeente Ganshoren via een koninklijk besluit in 1954 het Nederlandstalige gebied van de voormalige provincie Brabant en werd het toegevoegd aan het officieel tweetalig arrondissement Brussel-Hoofdstad.

## Bezienswaardigheden
- De Sint-Ceciliakerk
- De Sint-Martinuskerk
- Het Kasteel de Rivieren
- Het Heilig-Hartcollege

## Natuur en landschap
Ganshoren is sterk verstedelijkt, want deel uitmakend van de Brusselse agglomeratie. De hoogte bedraagt 39-65 meter. Ganshoren ligt echter aan de rand daarvan, in de vallei van de Molenbeek-Pontbeek en kent een aantal groene gebieden, namelijk:
- De Bossen en vochtige gebieden van de Molenbeekvallei in het noordwesten van het Brussels Gewest
- Het Moeras van Ganshoren
- Het Koning Boudewijnpark

## Cultuur

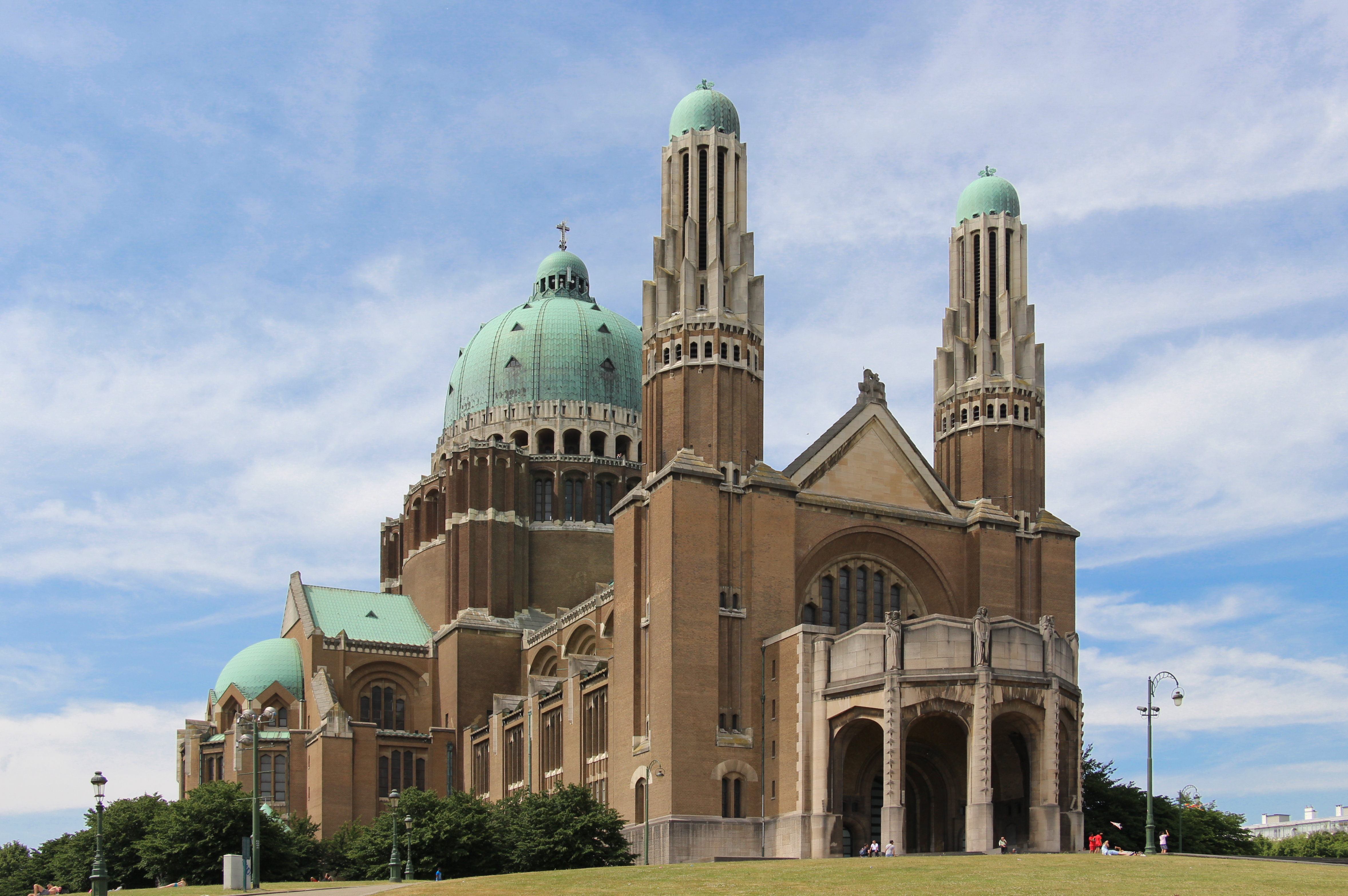
Basiliek van Koekelberg

In Ganshoren bevindt zich de Nationale Basiliek van het Heilig Hart, ook wel de basiliek van Koekelberg genaamd. Het is een relatief jonge basiliek waarvan de bouw aan het begin van de 20e eeuw, in 1905 aanving. Vanwege de enorme afmetingen worden delen van de basiliek voor meerdere doeleinden gebruikt, zoals voor tentoonstellingen, conferenties en festiviteiten. Ook bevindt zich er een theaterzaal Zaal Vitta met 228 zitplaatsen in de basiliek en de studio van de katholieke Brusselse radiozender Radio Spes.
In de basiliek bevinden zich twee musea, het Museum voor Moderne Religieuze Kunst en het Museum van de Zwartzusters. Er is verder nog een klimmuur voor speleologie en van bovenaf biedt het uitzicht over de stad en Brabant.

## Demografische ontwikkeling
- Bronnen:NIS, Opm:1806 tot en met 1981=volkstellingen; 1990 en later= inwonertal op 1 januari

| Inwoners van jaar tot jaar op 1 januari 1992 tot heden | Inwoners van jaar tot jaar op 1 januari 1992 tot heden | Inwoners van jaar tot jaar op 1 januari 1992 tot heden |
| jaar                                                   | Aantal                                                 | Evolutie: 1992=index 100                               |
| ------------------------------------------------------ | ------------------------------------------------------ | ------------------------------------------------------ |
| 1992                                                   | 20.289                                                 | 100,0                                                  |
| 1993                                                   | 20.311                                                 | 100,1                                                  |
| 1994                                                   | 20.242                                                 | 99,8                                                   |
| 1995                                                   | 20.003                                                 | 98,6                                                   |
| 1996                                                   | 19.912                                                 | 98,1                                                   |
| 1997                                                   | 19.735                                                 | 97,3                                                   |
| 1998                                                   | 19.637                                                 | 96,8                                                   |
| 1999                                                   | 19.816                                                 | 97,7                                                   |
| 2000                                                   | 19.757                                                 | 97,4                                                   |
| 2001                                                   | 19.861                                                 | 97,9                                                   |
| 2002                                                   | 20.034                                                 | 98,7                                                   |
| 2003                                                   | 20.247                                                 | 99,8                                                   |
| 2004                                                   | 20.492                                                 | 101,0                                                  |
| 2005                                                   | 20.609                                                 | 101,6                                                  |
| 2006                                                   | 20.970                                                 | 103,4                                                  |
| 2007                                                   | 21.395                                                 | 105,5                                                  |
| 2008                                                   | 21.731                                                 | 107,1                                                  |
| 2009                                                   | 22.160                                                 | 109,2                                                  |
| 2010                                                   | 22.589                                                 | 111,3                                                  |
| 2011                                                   | 23.059                                                 | 113,7                                                  |
| 2012                                                   | 23.383                                                 | 115,2                                                  |
| 2013                                                   | 23.664                                                 | 116,6                                                  |
| 2014                                                   | 23.836                                                 | 117,5                                                  |
| 2015                                                   | 24.066                                                 | 118,6                                                  |
| 2016                                                   | 24.269                                                 | 119,6                                                  |
| 2017                                                   | 24.596                                                 | 121,2                                                  |
| 2018                                                   | 24.865                                                 | 122,6                                                  |
| 2019                                                   | 24.902                                                 | 122,7                                                  |
| 2020                                                   | 25.234                                                 | 124,4                                                  |
| 2021                                                   | 25.189                                                 | 124,2                                                  |
| 2022                                                   | 25.252                                                 | 124,5                                                  |
| 2023                                                   | 25.548                                                 | 125,9                                                  |
| 2024                                                   | 25.564                                                 | 126,0                                                  |
| 2025                                                   | 25.693                                                 | 126,6                                                  |

## Politiek

### Burgemeesters
- 1939-1959: Joseph Peereboom (socialist)
- 1959-1960: Maurice Hellinckx (liberaal) (overleden in functie)
- 1960-1999: Richard Beauthier (PSC) (overleden in functie)
- 2000-2001: Luc Barbay (PSC)[2]
- 2001-2013: Michèle Carthé (PS)
- 2013-2017: Hervé Gillard (MR) (overleden in functie)
- 2017-2018: Robert Genard (MR)
- 2019-2022: Pierre Kompany (ProGanshoren)
- 2022-heden: Jean-Paul Van Laethem (ProGanshoren/LB)

### Resultaten gemeenteraadsverkiezingen sinds 1976
| Partij of kartel     | Partij of kartel                                                                    | 10-10-1976 | 10-10-1976 | 10-10-1982 | 10-10-1982 | 9-10-1988 | 9-10-1988 | 9-10-1994 | 9-10-1994 | 8-10-2000 | 8-10-2000 | 8-10-2006 | 8-10-2006 | 14-10-2012 | 14-10-2012 | 14-10-2018 | 14-10-2018 | 13-10-2024 | 13-10-2024 |
| Stemmen / Zetels     | Stemmen / Zetels                                                                    | %          | 27         | %          | 27         | %         | 27        | %         | 27        | %         | 25        | %         | 27        | %          | 27         | %          | 27         | %          | 29         |
| -------------------- | ----------------------------------------------------------------------------------- | ---------- | ---------- | ---------- | ---------- | --------- | --------- | --------- | --------- | --------- | --------- | --------- | --------- | ---------- | ---------- | ---------- | ---------- | ---------- | ---------- |
|                      | ECOLO1/ Ecolo-Groen2                                                                | -          |            | 6,651      | 1          | 7,911     | 1         | 7,381     | 1         | 15,111    | 3         | 10,411    | 2         | 9,132      | 2          | 16,452     | 4          | 11,122     | 3          |
|                      | SP-VU1/ N-VA2                                                                       | -          |            | -          |            | -         |           | 2,251     | 0         | -         |           | -         |           | 4,942      | 0          | 6,662      | 1          | 4,262      | 0          |
|                      | PS-SP1/ PS2/ PS-PSE3/ CARTHE4/ LB-Liste Bourgmestre5/ Ensemble-Samen6/ PS+Citoyens7 | 13,941     | 3          | 9,261      | 2          | 11,432    | 2         | 10,583    | 2         | 15,644    | 4         | 41,855    | 13        | 35,985     | 11         | 21,316     | 6          | 23,597     | 7          |
|                      | LBRB1/ LB2/ cdH3/ ProGanshoren4                                                     | 50,321     | 16         | 55,791     | 18         | 56,461    | 18        | 41,531    | 14        | 29,342    | 8         | 12,963    | 3         | 22,574     | 7          | 28,344     | 9          | 31,882     | 11         |
|                      | PL-LP1/ PRL/PVV2/ PRL-VLD3/ PRL-FDF4/ MR5/LB-Liste Bourgmestre6/ Open MR7           | 4,511      | 0          | 9,432      | 2          | 11,543    | 2         | 14,663    | 4         | 33,234    | 9         | 25,255    | 8         | 20,435     | 6          | 18,096     | 5          | 23,057     | 7          |
|                      | FDF1/ DéFI2                                                                         | 22,171     | 6          | 16,431     | 4          | 12,661    | 3         | 14,41     | 4         | 33,234    | 9         | 25,255    | 8         | 6,961      | 1          | 9,142      | 2          | 6,102      | 1          |
|                      | Vlaams Blok1/ Vlaams Belang2                                                        | -          |            | -          |            | -         |           | -         |           | 6,681     | 1         | 8,412     | 1         | -          |            | -          |            | -          |            |
|                      | FN                                                                                  | -          |            | -          |            | -         |           | 9,2       | 2         | -         |           | -         |           | -          |            | -          |            | -          |            |
|                      | Vl. Eenheid                                                                         | 9,05       | 2          | -          |            | -         |           | -         |           | -         |           | -         |           | -          |            | -          |            | -          |            |
| Anderen(*)           | Anderen(*)                                                                          | -          |            | 2,44       | 0          | -         |           | -         |           | -         |           | 1,13      | 0         | -          |            | -          |            | -          |            |
| Totaal stemmen       | Totaal stemmen                                                                      | 15.735     | 15.735     | 14.973     | 14.973     | 14.067    | 14.067    | 12.906    | 12.906    | 12.441    | 12.441    | 13.422    | 13.422    | 13.180     | 13.180     | 13.170     | 13.170     | 12.271     | 12.271     |
| Opkomst %            | Opkomst %                                                                           |            |            |            |            | 88,75     | 88,75     | 85,82     | 85,82     | 85,31     | 85,31     | 89,00     | 89,00     | 86,25      | 86,25      | 86,30      | 86,30      | 81,83      | 81,83      |
| Blanco en ongeldig % | Blanco en ongeldig %                                                                | 2,92       | 2,92       | 4,33       | 4,33       | 4,22      | 4,22      | 4,47      | 4,47      | 5,43      | 5,43      | 5,42      | 5,42      | 6,23       | 6,23       | 7,81       | 7,81       | 7,95       | 7,95       |

(*) 1982: UDRT-RAD (2,44%) / 2006: Vivant (1,13%). De grootste partij is in kleur.

### Representativiteit
Voor Ganshoren, net zoals voor de andere gemeenten van het Brussels Hoofdstedelijk Gewest, geldt dat het aantal kiezers in verhouding tot het aantal inwoners erg laag ligt, zowel absoluut als in vergelijking met de rest van het land. Dit is het gevolg van het hoge aandeel niet Belgische inwoners (ook al kunnen deze onder bepaalde voorwaarden over gemeentelijk stemrecht beschikken). Daarnaast ligt ook het aantal kiezers dat niet komt opdagen, ondanks de stemplicht, erg hoog zodat het totaal aantal uitgebrachte stemmen, inclusief ongeldige en blanco, in de 19 gemeenten van het gewest slechts 44,66% van het aantal inwoners bedraagt. Ganshoren scoort duidelijk beter met een verhouding van 56,37% uitgebrachte stemmen/inwoners, mede te wijten aan het lagere absenteïsme.

#### Verhouding kiezers/inwoners en absenteïsme bij de gemeenteraadsverkiezingen van 14 oktober 2012
- Ganshoren: 65,36% (kiezers/inw.) - 13,75% (absenteïsme)
- Totaal Brussels Gewest : 53,89% (kiezers/inw.) - 17,14% (absenteïsme)

Ter vergelijking:
- Vlaamse provinciehoofdsteden: 69,30% (kiezers/inw.) - 12,12% (absenteïsme)
- Waalse provinciehoofdsteden: 69,04% (kiezers/inw.) - 17,31% (absenteïsme)

## Geboren in Ganshoren
- Victor Wagemaekers (1876–1953), kunstschilder
- Pierre Macq (1930–2013), natuurkundige, rector van de Université catholique de Louvain
- Hugo Raspoet (1940-2018), zanger
- René Coppens (1943), politicus

## Partnersteden
- Rusatira (Rwanda)

## Nabijgelegen kernen
Jette, Zellik, Sint-Agatha-Berchem, Koekelberg